# Бастия-Умбра
Басти́я-У́мбра (итал. Bastia Umbra) — коммуна в Италии, располагается в области Умбрия, подчиняется административному центру Перуджа.
По данным Национального института статистики, население коммуны, на 01.01.2023 года, составляло 21 267 человек, плотность населения ─ 770,50 чел./км². Коммуна занимает площадь 27,60 км². Почтовый индекс — 06083. Телефонный код — 075.
Святым покровителем населённого пункта почитается Архангел Михаил, день памяти ежегодно отмечается 29 сентября.

## Города-побратимы
- Люс-Сен-Совёр (Франция)